# Макарена Міранда
Макарена Міранда (ісп. Macarena Miranda; нар. 29 липня 1971) — колишня чилійська тенісистка.
Найвищу одиночну позицію світового рейтингу — 325 місце досягла 12 листопада 1990, парну — 187 місце — 30 січня 1989 року.
Здобула 1 одиночний та 4 парні титули.

## Фінали ITF

### Одиночний розряд: 6 (1–5)
| Результат | Ранг | Дата            | Турнір                  | Покриття | Суперниця              | Рахунок       |
| --------- | ---- | --------------- | ----------------------- | -------- | ---------------------- | ------------- |
| Поразка   | 1.   | 21 вересня 1987 | ITF Ліма, Перу          | Ґрунт    | Андреа Віейра          | 3–6, 5–7      |
| Поразка   | 2.   | 8 жовтня 1990   | ITF Ліма, Перу          | Ґрунт    | Інес Горрочатегі       | 4–6, 3–6      |
| Поразка   | 3.   | 22 жовтня 1990  | ITF Сантьяго, Чилі      | Ґрунт    | Інес Горрочатегі       | 2–6, 2–6      |
| Перемога  | 1.   | 19 серпня 1991  | ITF Манаус, Бразилія    | Тверде   | Сумара Пассус          | 3–6, 6–3, 6–1 |
| Поразка   | 4.   | 2 вересня 1991  | ITF Сан-Паулу, Бразилія | Ґрунт    | Андреа Віейра          | 3–6, 6–4, 3–6 |
| Поразка   | 5.   | 16 вересня 1991 | ITF Богота, Колумбія    | Ґрунт    | Марія Лусіана Рейнарес | 4–6, 4–6      |

### Парний розряд: 11 (4–7)
| Результат | Ранг | Дата              | Турнір                                      | Покриття | Партнерка             | Суперниці                            | Рахунок       |
| --------- | ---- | ----------------- | ------------------------------------------- | -------- | --------------------- | ------------------------------------ | ------------- |
| Поразка   | 1.   | 7 вересня 1987    | ITF Богота, Колумбія                        | Ґрунт    | Кароліна Еспіноса     | Лусіана Телла Андреа Віейра          | 5–7, 5–7      |
| Поразка   | 2.   | 14 вересня 1987   | Медельїн, Колумбія                          | Ґрунт    | Андреа Тьєцці         | Лусіана Телла Андреа Віейра          | 6–4, 5–7, 3–6 |
| Поразка   | 3.   | 21 вересня 1987   | Ліма, Перу                                  | Ґрунт    | Андреа Тьєцці         | Лусіана Телла Андреа Віейра          | 6–7, 3–6      |
| Поразка   | 4.   | 28 вересня 1987   | Сантьяго, Чилі                              | Ґрунт    | Андреа Тьєцці         | Мішель Штребель Патрісія Міллер      | 4–6, 2–6      |
| Поразка   | 5.   | 3 липня 1989      | Пуерто-Вальярта, Мексика                    | Тверде   | Леслі Гакала          | Алісія Мей Кімберлі По               | 2–6, 1–6      |
| Поразка   | 6.   | 9 вересня 1991    | Гуаякіль, Еквадор                           | Ґрунт    | Марія Долорес Кампана | Паула Кабесас Нурія Ньємес           | 1–6, 5–7      |
| Перемога  | 1.   | 16 вересня 1991   | Богота, Колумбія                            | Ґрунт    | Паула Кабесас         | Карла Родрігес Лорена Родрігес       | 6–4, 6–2      |
| Перемога  | 2.   | 4 листопада 1991  | Флоріанополіс, Бразилія                     | Ґрунт    | Паула Кабесас         | Ріта Пічардо Белькіс Родрігес        | 3–6, 6–2, 6–2 |
| Поразка   | 7.   | 11 листопада 1991 | Ріо-де-Жанейро, Бразилія                    | Ґрунт    | Паула Кабесас         | Ріта Пічардо Белькіс Родрігес        | 2–6, 3–6      |
| Перемога  | 3.   | 7 вересня 1992    | Кінгстон (Ямайка), Ямайка                   | Тверде   | Віраг Чурго           | Джандфранка Деверсельї Трейсі Шредер | 6–4, 6–2      |
| Перемога  | 4.   | 14 вересня 1992   | ITF Санто-Домінго, Домініканська Республіка | Ґрунт    | Віраг Чурго           | Джандфранка Деверсельї Трейсі Шредер | 6–4, 4–6, 6–1 |